# Associazione Italiana Ju-Jitsu e Discipline Affini
L'Associazione Italiana Ju-Jitsu e Discipline Affini (AIJJ & DA) è stata una Associazione Sportiva Dilentatistica italiana di Ju-Jitsu, riconosciuta dalla federazione sportiva JJIF (Ju-Jitsu International Federation), a sua volta riconosciuta da SportAccord e dal IWGA (International World Games Association).

## Storia
Negli anni 70 il Ju-Jitsu, in Italia denominato "Metodo Bianchi", entra nel CONI grazie all'ingresso nella FIK (Federazione Italiana Karate) come 3° Disciplina. L'inserimento del Ju Jitsu in ambito federale consentì di divulgare questa disciplina in tutta Italia portando ad un incremento del numero dei praticanti. 
Negli  anni seguenti il Ju Jitsu seguì le trasformazioni della Federazione, che da FIK divenne dapprima F.I.K. e D.A. e successivamente FIKTEDA, consolidando la sua presenza come settore C della Federazione. 
Nel 1977, da un'iniziativa comune di Italia, Germania e Svezia, fu fondata la European Ju-Jitsu Federation (EJJF).
Nel 1987, quando oramai tutte le principali Nazioni europee facevano parte dell'EJJF venne fondata, con un grande contributo del Ju Jitsu italiano, la  Ju Jitsu International Federation (JJIF). 
Nel 1988, a causa dello scioglimento della FIKTEDA, il Ju Jitsu entrò nella FILPJ (Federazione Italiana Lotta, Pesi, Judo) come sport amatoriale, senza quindi poter continuare a svolgere la propria attività agonistica e la conseguente attività internazionale. 
Nel 1989, per evitare di perdere i risultati ottenuti fino ad allora, alcuni praticanti di Ju Jitsu appartenenti alla FIKTEDA costituirono  l'AIJJ, riconosciuta nello stesso anno quale rappresentante dell'Italia nella EJJF.
Da quel momento l'AIJJ, inquadrata giuridicamente come ASD, autofinanziandosi, ha organizzato i Campionati Nazionali di Ju Jitsu agonistico e partecipato alle attività organizzate, a livello europeo, dall'EJJF e, a livello mondiale, dalla JJIF.
Nel 1994 l'AIJJ contribuisce, come Nazione membro dell'JJIF, per far ottenere il  riconoscimento ufficiale del Ju-Jitsu come "Sport Mondiale non Olimpico", avvenuto a seguito dell'entrata dell'JJIF nel GAIFS (General Assembly of International Sports Federation). Attualmente la JJIF vanta una copertura su tutti i continenti con circa 40 paesi membri mentre la Union Europea (JJEU) è composta da 20 Nazioni.